# Orelha Negra
Orelha Negra é uma banda portuguesa formada por DJ Cruzfader (mesa de mistura e scratch), Francisco Rebelo (baixo), Fred Ferreira (bateria), João Gomes (teclas e sintetizadores) e Sam The Kid (MPC, programações e sintetizadores). Ligados ao hip hop, incorporam vários elementos da música negra, como jazz, soul e funk, nas suas composições. Estão juntos desde 2010, tendo lançado três álbuns de estúdio instrumentais e duas mixtapes de colaborações. Em 2013, foram nomeados na categoria de Melhor Grupo, nos Globos de Ouro da SIC.
O seu segundo álbum homónimo (2012) foi considerado o quarto melhor álbum do ano pela Blitz. O terceiro disco chegou ao #1 da tabela de vendas de álbuns nacionais em 2017.
A banda estreou-se ao vivo em 2010, com um concerto no Musicbox, em Lisboa. No ano seguinte, actuaram no festival Optimus Alive - concerto que foi mais tarde disponibilizado para transferência gratuita através da página de Facebook da banda. Em 2013, actuam no festival MEO Sudoeste juntamente com a West European Symphony Orchestra e convidados, onde se incluíam Carlos Nobre (Da Weasel), Mónica Ferraz, Orlando Santos e Valete.

## Discografia
- Orelha Negra (2010)
- Mixtape (2011)
- Orelha Negra (2012)
- Mixtape II (2013)
- Orelha Negra (2017)